# Unione Generale Tunisina del Lavoro

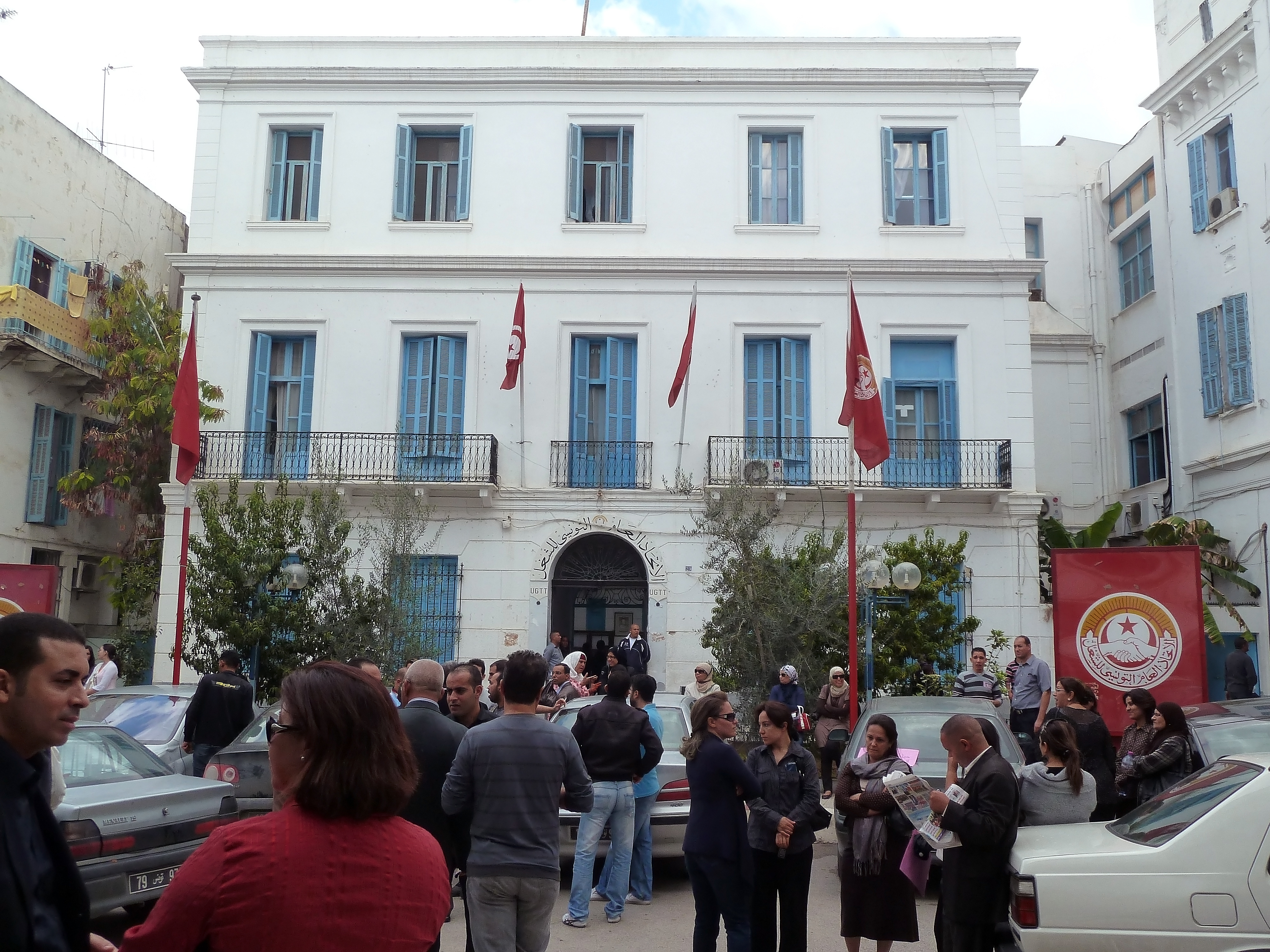
Sede dell'UGTT a Tunisi. A destra è possibile notare il logo dell'organizzazione.

L'Unione Generale Tunisina del Lavoro (in arabo الاتحاد العام التونسي للشغل‎?, al-Ittiḥād al-ʿĀmm al-Tūnusī li-l-shaghl o, in francese, Union générale tunisienne du travail — UGTT), è il principale sindacato di Tunisia con i suoi 750 000 aderenti.
Fondata il 20 gennaio 1946 da Farhat Hached, ha la propria sede a Tunisi. Attestata essenzialmente nel settore pubblico, essa raduna 24 unioni regionali, 19 organizzazioni di settore e 21 sindacati di base. Alcuni osservatori tunisini le rimproverano tuttavia una eccessiva centralizzazione dei suoi centri decisionali, una debole rappresentanza femminile, un minor interesse per il settore privato e per certe regioni come il Sahel tunisino.
L'UGTT è affiliata alla International Confederation of Free Trade Unions e, da novembre 2006, alla Confederazione sindacale internazionale.
Il sindacato dispone di un proprio organo di stampa, il giornale Echaâb (in arabo ﺍﻟﺸﻌﺐ‎?, al-Shaʿb, ossia "Il popolo"), di una sua agenzia di viaggi, di una cooperativa attiva nel settore della Pesca e di una cassa mutua. È altresì proprietaria dell'hotel Amilcar a Cartagine.
Dopo la Rivoluzione dei Gelsomini del 2011, l'UGTT perde il suo monopolio, in seguito alla creazione della Confédération générale tunisienne du travail il 1º febbraio 2011 e dell'Organisation tunisienne du travail il 26 agosto 2013. Essa è una delle componenti del Quartetto per il dialogo nazionale tunisino, che ha ottenuto il Premio Nobel per la pace 2015 per il suo successo nella missione che ha consentito l'ordinato e libero svolgimento delle elezioni presidenziali del 2014 e delle successive elezioni parlamentari nello stesso anno, così come della ratifica della nuova Costituzione nel 2014.

## Storia

### Protagonista del movimento nazionale
Il Congresso costitutivo della centrale sindacale ha avuto luogo il 20 gennaio del 1946 nella Khaldounia. 58 congressisti erano presenti e così ripartiti:
la Khaldounia. 58 congressisti sono presenti e così classificabili:
- 29 rappresentanti dei sindacati del Sud;
- 18 rappresentanti dei sindacati dei funzionari;
- 11 rappresentanti dei sindacati del Nord.

Muḥammad al-Fāḍil Ben ʿAshūr (Ben Achour) è eletto Presidente dell'UGTT e Farhat Hached Segretario Generale. Tra i membri scelti per rappresentare il sindacato figurano tra gli altri Habib 'Ashur (Habib Achour), Sahbi Farhat, Béchir Ben Brahim, Béchir Bellagha, Salem Cheffi.
Il II Congresso ha luogo tra il 19 e il 21 dicembre 1947. Ben Achour non vi assiste e il posto del Presidente viene soppresso. L'Ufficio Esecutivo eletto risulta il seguente :
- Segretario Generale: Farhat Hached;
- Vicesegretari Generali: Nouri Boudali e Mahmoud Khiari;
- Tesoriere: Béchir Ben Brahim;
- Vicetesorieri: Tahar Ben Saïd e Abderrahman Bellalouna;
- Segretari: Salah Boulakbeche, Abdelwahed Dekhil e Tahar Amira (archivi);
- Membri: Tahar Borsali, Béchir Bellagha, Mohamed Chelly, Sadok Chaïbi, Amor Riahi, Ahmed Tlili, Habib Achour, Ahmed Amara, Ismaïl Ben Dhrayef, Tahar Khasser, Salem Cheffi e Habib Ben Gouader.

Hached è rieletto nel 1949 e nel 1951. Dopo il suo assassinio, viene eletto nel 1954 Segretario Generale Ahmed Ben Salah. La composizione della direzione uscita dal V congresso è la seguente:
- Segretario Generale: Ahmed Ben Salah;
- Vicesegretari Generali: Ahmed Tlili e Mohamed Kraïem;
- Tesoriere: Abd Allah Farhat;
- Viceresorieri: Amor Riahi e Salem Cheffi;
- Segretari: Mahmoud Ben Ezzedine, Mustapha Filali e Habib Mekki (archivi);
- Membri: Mahmoud Messadi, Mohamed Erray, Habib Ben Ghozzia, Ezzeddine Abassi, Ahmed Ben Hmida, Ahmed Abdesselem, Habib Tliba, Mahmoud Ghoul, Mohamed Guettat, Mabrouk Ben Ameur, Hassouna Ben Tahar e Mohamed Chelly.

Ben Salah è rieletto nel 1955 e nel 1956. Ma, in vista della sua nomina nel governo, cede il suo posto ad Ahmed Tlili, tre mesi dopo, in occasione del VI congresso. Peraltro, nel 1951, Cherifa Messaadi viene eletta membro dell'Ufficio Esecutivo: un fatto che non avrà più modo di ripetersi.

### Rivalità con Bourguiba
L'UGTT diviene, l'indomani dell'indipendenza nel 1956, une componente importante del Front national, riunito attorno al partito al potere e aderisce totalmente al suo programma per una quindicina d'anni, prima di diventare il principale contro-potere al regime del partito unico. L'onnipotenza del Partito Socialista Desturiano e l'assenza d'una opposizione strutturata e dinamica costringono la centrale sindacale a fingere da spazio di contestazione. Durante gli anni settanta, il Segretario Generale Habib Achour non esita a respingere le decisioni del governo in nome dell'interesse dei lavoratori.
Essa non tarda a subire i fulmini del regime: le crisi del 1978 e del 1984-1985 conducono a un aperto confronto col potere e indeboliscono l'organizzazione.

### Allineamento sotto Ben Ali
Al congresso di Susa, nel 1989, la centrale sindacale finisce per dotarsi di una Direzione vicina al governo: Ismaïl Sahbani, rieletto Segretario Generale nel 1994 e nel 1999 al termine di un controverso congresso, e forte del sostegno governativo si allinea sistematicamente alle posizioni ufficiali del regime e a quelle dell'padronato. Accusato tuttavia di malversazioni e di cattiva gestione dell'UGTT, è però costretto alle dimissioni nel settembre del 2000, poi portato in giudizio e condannato nell'ottobre del 2001 a tredici anni di carcere e a forti ammende. Verrà tuttavia amnistiato nel 2003.
È in questa cornice che prende in mano le redini del sindacato Abdessalem Jerad. Contestato da una parte della classe operaia, questo antico agente della Société nationale de transport è confermato al suo posto nel congresso di Gerba, nel febbraio del 2002, con 307 voti su 457. In mancanza di legittimazione della sua leadership, riesce a imporsi alla testa dell'Ufficio Esecutivo, dove siedono nove suoi sostenitori, così come tre eletti di una lista rivale che fa capo ad Ali Romdhane. All'uscita da questa lunga "traversata del deserto", quest'ultimo diventa il numero due dell'organizzazione. Nel 2004, il sostegno dell'UGTT alla candidatura del presidente Ben Ali per un quarto mandato è aspramente contestata in una discussione in seno alla Commissione Amministrativa; la maggioranza finisce per accogliere una mozione di sostegno presentata dall'Ufficio Esecutivo, ma alcune strutture regionali, numerose federazioni (tra cui quelle dell'insegnamento superiore, della Sanità) e dei sindacati nazionali si esprimono in senso chiaramente negativo.
Nel luglio del 2005, l'organizzazione rifiuta tuttavia di presentare candidati per l'elezione della nuova Camera dei consiglieri e critica l'invito fatto al Primo ministro israeliano Ariel Sharon di partecipare al Vertice mondiale sulla società dell'informazione previsto a Tunisi nel novembre dello stesso anno; essa contesta anche il divieto di svolgere il congresso della Lega tunisina dei diritti dell'Uomo. A tutto ciò s'aggiungono scioperi, organizzati nel settore dell'istruzione, della sanità pubblica e di numerose imprese pubbliche e private, e le tensioni provocate dai negoziati sociali che faticano a raggiungere risultati in certi settori della società tunisina. In effetti, gli aumenti dei salari sono calcolati sulla base degli indici ufficiali dei prezzi. Ora, l'aumento dei prezzi dell'energia, l'indebolimento del dīnār, l'abbandono dei meccanismi di compensazione e la privatizzazione di alcuni servizi un tempo gratuiti, come l'istruzione e la sanità, pesano sul bilancio familiare, secondo l'UGTT. Il congresso di dicembre del 2006 riporta Jerad alla guida del sindacato.

### Risveglio dopo la Rivoluzione dei Gelsomini

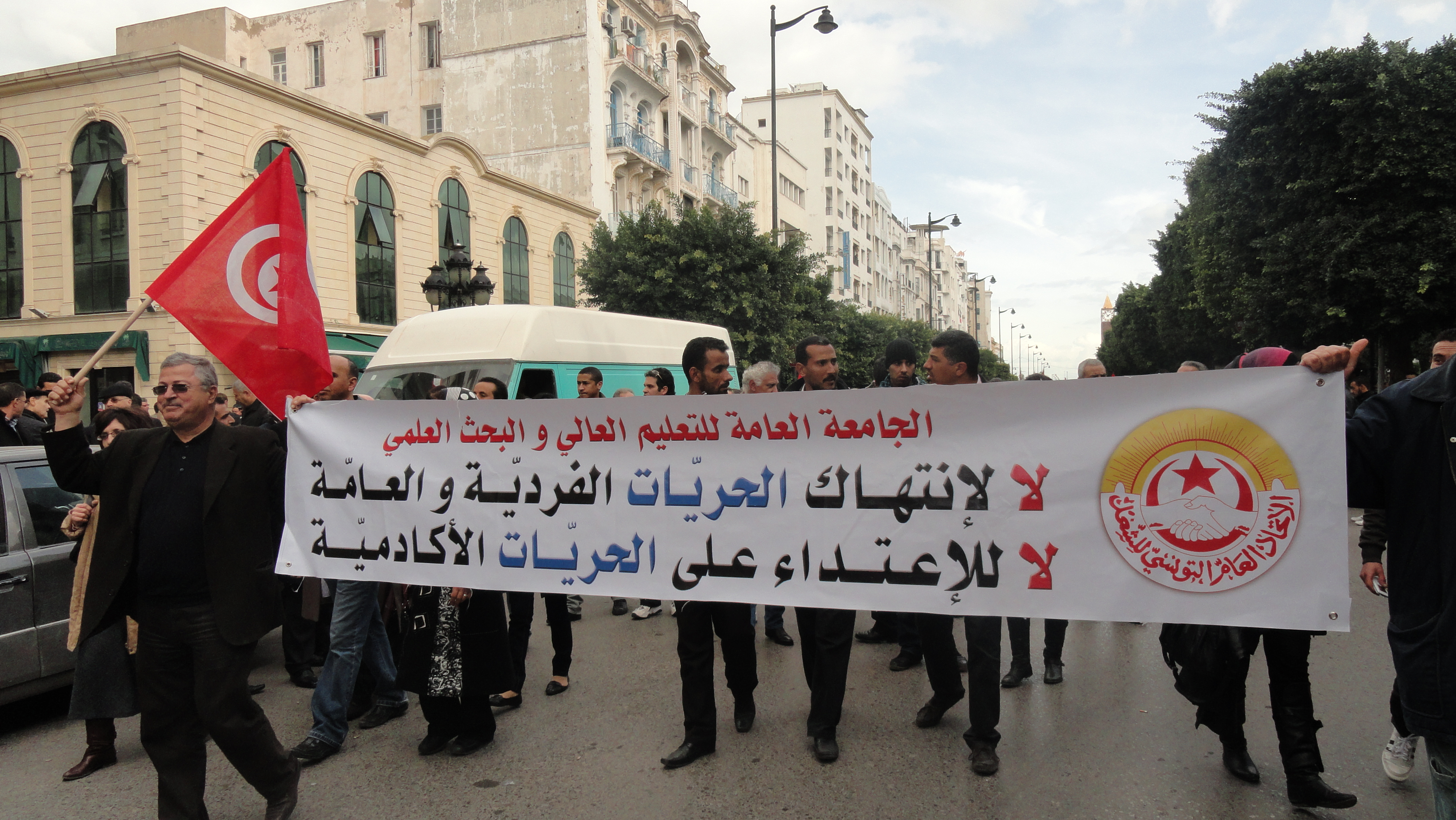
Protesta dell'UGTT durante una manifestazione il 28 gennaio 2012

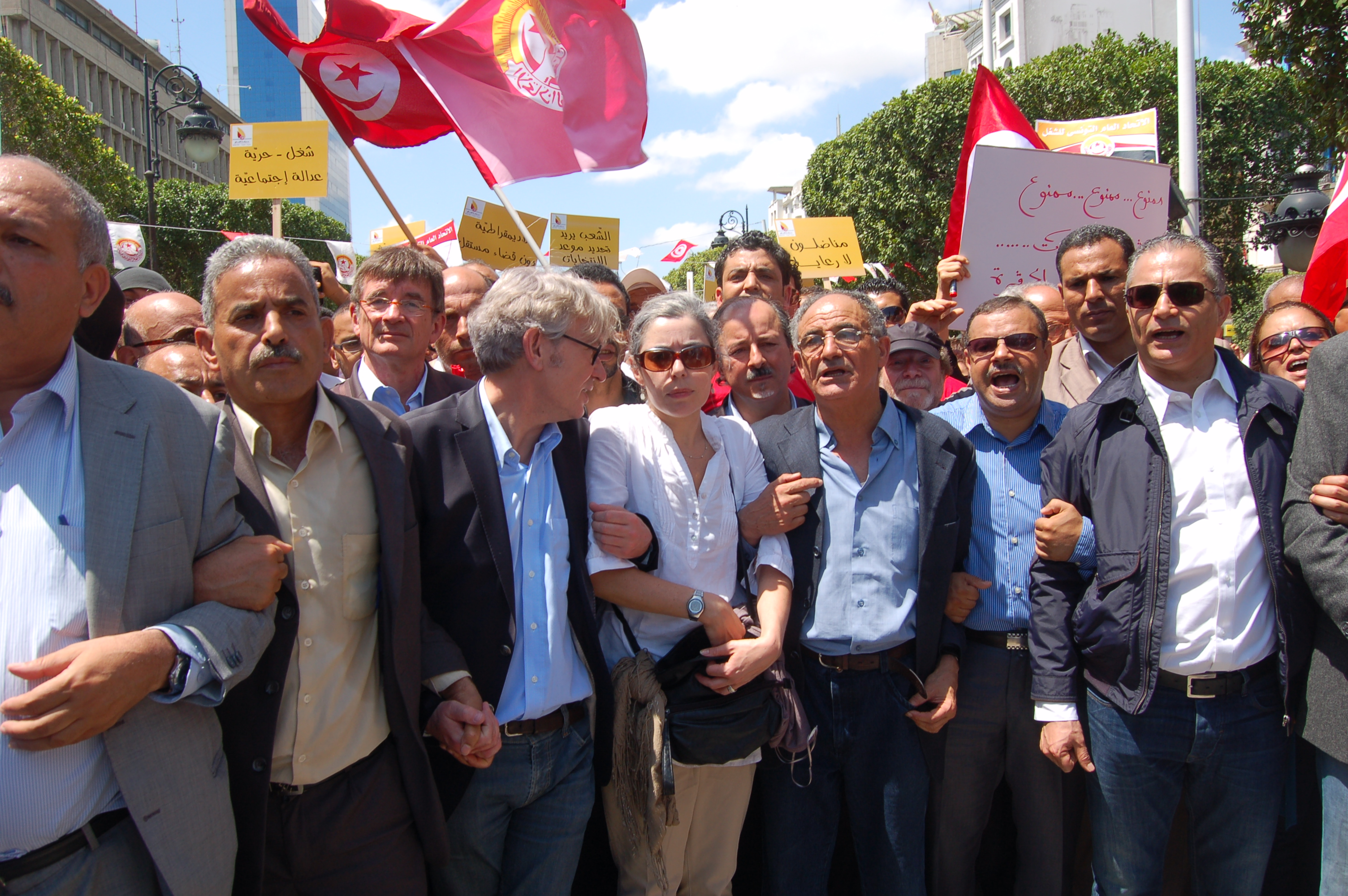
Manifestazione del 1º maggio 2012

In seguito alla Rivoluzione dei Gelsomini del 2010-2011, l'UGTT accetta il 17 gennaio 2011 di partecipare a un «governo di unità nazionale» guidato dal Primo ministro uscente Mohamed Ghannouchi. 

## Parlamentari dell'UGTT

### Assemblea constituente del 1956
| Circoscrizione                        | Deputati             |
| ------------------------------------- | -------------------- |
| Tunisi                                | Amor Riahi           |
| Medjerda-Zaghouan                     | Sliman Zouari        |
| Periferia di Tunisi                   | Mahmoud Ben Ezzedine |
| Souk Arbâa-Aïn Draham                 | Salah Galâaoui       |
| Kef-Teboursouk                        | Ezzeddine Abassi     |
| Kef-Teboursouk                        | Ahmed Amara          |
| Biserta-Mateur                        | Habib Tliba          |
| Biserta-Mateur                        | Ahmed Ben Hmida      |
| Nabeul-Soliman                        | Béchir Bellagha      |
| Kairouan                              | Mustapha Filali      |
| Susa                                  | Abdallah Farhat      |
| Sfax                                  | Habib Achour         |
| Sfax                                  | Mahmoud El Ghoul     |
| Gafsa-Sidi Bouzid-Tozeur              | Ahmed Tlili          |
| Gafsa-Sidi Bouzid-Tozeur              | Lamine Chebbi        |
| Gafsa-Sidi Bouzid-Tozeur              | Hassouna Ben Tahar   |
| Ouerghemma-Tataouine-Matmata-Nefzaoua | Ahmed Ben Salah      |
| Ouerghemma-Tataouine-Matmata-Nefzaoua | Mahmoud Khiari       |
| Ouerghemma-Tataouine-Matmata-Nefzaoua | Mohamed Erray        |
| Totale                                | 19                   |

### I legislatura (1959)
| Circoscrizione | Deputati               |
| -------------- | ---------------------- |
| Tunisi         | Mohamed Ben Abdelkader |
| Banlieue Nord  | Ali Hfayedh            |
| Banlieue Sud   | Amor Riahi             |
| Béja           | Habib Achour           |
| Souk Arbâa     | Youssef Hamdi          |
| Le Kef         | Nouri Boudali          |
| Biserta-Mateur | Habib Tliba            |
| Biserta-Mateur | Ahmed Ben Hmida        |
| Kairouan       | Amor Jemmali           |
| Kasserine      | Rachid Jebbari         |
| Sfax           | Rabah Mahfoudh         |
| Sfax           | Abdelaziz Bouraoui     |
| Gafsa          | Ahmed Tlili            |
| Gafsa          | Gleyï Rachdi           |
| Gafsa          | Hassouna Ben Tahar     |
| Totale         | 15                     |

### II legislatura (1964)
| Circoscrizione | Deputati           |
| -------------- | ------------------ |
| Banlieue Sud   | Mohamed Erray      |
| Béja           | Habib Achour       |
| Le Kef         | Nouri Boudali      |
| Biserta-Mateur | Habib Tliba        |
| Kairouan       | Amor Jemmali       |
| Sfax           | Rabah Mahfoudh     |
| Sfax           | Abdelaziz Bouraoui |
| Gafsa          | Ahmed Tlili        |
| Gafsa          | Hassouna Ben Tahar |
| Totale         | 9                  |

### III legislatura (1969)
| Circoscrizione | Deputati           |
| -------------- | ------------------ |
| Tunisi 1       | Béchir Bellagha    |
| Tunisi 3       | Boubaker Azaiez    |
| Le Kef         | Nouri Boudali      |
| Biserta-Mateur | Habib Tliba        |
| Kairouan       | Amor Jemmali       |
| Monastir       | Mustapha Makhlouf  |
| Sfax           | Habib Achour       |
| Sfax           | Abdelaziz Bouraoui |
| Sfax           | Taieb Zalila       |
| Gafsa          | Béchir Ben Sliman  |
| Totale         | 10                 |

### IV legislatura (1974)
| Circoscrizione | Deputati              |
| -------------- | --------------------- |
| Tunisi 2       | Ismaïl Lejri          |
| Tunisi 3       | Abderrahman Khabthani |
| Tunisi 3       | Habib Chaouche        |
| Tunisi 4       | Ameur Ben Aicha       |
| Béja           | Khaireddine Salhi     |
| Jendouba       | Mustapha Belaïd       |
| Le Kef         | Tijani Abid           |
| Bizerte-Mateur | Khelifa Abid          |
| Kairouan       | Mohamed Ben Hamouda   |
| Susa           | Mustapha Makhlouf     |
| Susa           | Mohamed Oueslati      |
| Sfax           | Habib Achour          |
| Sfax           | Abdelaziz Bouraoui    |
| Sfax           | Hassen Hammoudia      |
| Gafsa          | Mohamed Ben Amor      |
| Totale         | 15                    |

### V legislatura (1979)
| Circoscrizione | Deputati              |
| -------------- | --------------------- |
| Tunisi 1       | Boubaker Azaiez       |
| Tunisi 1       | Abderrahman Khabthani |
| Tunisi 2       | Habib Chaouche        |
| Le Kef         | Gazouni Souissi       |
| Susa           | Salah Frigui          |
| Kasserine      | Tijani Abid           |
| Kasserine      | Mohamed Ali Sehili    |
| Totale         | 7                     |

### VI legislatura (1981)
| Circoscrizione | Deputati             |
| -------------- | -------------------- |
| Tunisi 1       | Néji Chaâri          |
| Tunisi 2       | Lotfi Labbene        |
| Tunisi 3       | Sadok Allouche       |
| Tunisi 3       | Béchir Mabrouk       |
| Tunisi 3       | Abdelaziz Zouari     |
| Béja           | Khaireddine Salhi    |
| Béja           | Slaheddine Zouabi    |
| Jendouba       | Mustapha Gharbi      |
| Le Kef         | Gazouni Souissi      |
| Siliana        | Salah Labidi         |
| Biserta        | Mohsen Dridi         |
| Nabeul         | Mouldi Chouikha      |
| Kairouan       | Hédi Bouraoui        |
| Susa           | Salah Lahmar         |
| Monastir       | Fadhel Baccouche     |
| Kasserine      | Mohamed Kefi El Amri |
| Sfax 1         | Mohamed Salem Kraiem |
| Sfax 2         | Sadok Besbes         |
| Sfax 2         | Abderrazak Ghorbal   |
| Gafsa          | Abdelhamid Belaïd    |
| Gafsa          | Belgacem Lahmadi     |
| Tozeur         | Salem Abdelmajid     |
| Sidi Bouzid    | Mohamed Bouzid       |
| Gabès          | Hassen Hammoudia     |
| Médenine       | Messaoud Dhiab       |
| Médenine       | Saïd Haddad          |
| Totale         | 26                   |

### VII legislatura (1986)
| Circoscrizione | Deputati             |
| -------------- | -------------------- |
| Tunisi         | Abdessatar Chennaoui |
| Tunisi         | Ali Lachâal          |
| Ben Arous      | Hassen Hammoudia     |
| Béja           | Khaireddine Salhi    |
| Jendouba       | Mustapha Belaïd      |
| Jendouba       | Mustapha Gharbi      |
| Sfax           | Abdelaziz Bouraoui   |
| Gafsa          | Abdelhamid Belaïd    |
| Gafsa          | Ismaïl Lejri         |
| Totale         | 9                    |

### VIII legislatura (1989)
L'UGTT si rifiuta di presentare ufficialmente suoi candidati ma alcuni dei suoi membri si presentano in differenti liste, di cui tre nelle liste dell'Unione costituzionale democratica (RCD).
| Circoscrizione | Deputati                |
| -------------- | ----------------------- |
| Biserta        | Mohsen Dridi            |
| Kairouan       | Mohamed Sghaier Saïdane |
| Gafsa          | Amara Abassi            |
| Totale         | 3                       |

### IX legislatura (1994)
L'UGTT prosegue nella sua politica di neutralità, gli stessi deputati, con l'aggiunta di un quarto, si presentano nelle liste dell'RCD.
| Circoscrizione | Deputati                |
| -------------- | ----------------------- |
| Biserta        | Mohsen Dridi            |
| Le Kef         | Mohamed Melki Ouertani  |
| Kairouan       | Mohamed Sghaier Saïdane |
| Gafsa          | Amara Abassi            |
| Totale         | 4                       |

### X legislatura (1999)
Al gruppo dei quattro deputati si aggiunge un quinto sindacalista, sempre per le liste dell'RCD.
| Circoscrizione | Deputati                |
| -------------- | ----------------------- |
| Ben Arous      | Habib Attigue           |
| Biserta        | Mohsen Dridi            |
| Le Kef         | Mohamed Melki Ouertani  |
| Kairouan       | Mohamed Sghaier Saïdane |
| Gafsa          | Amara Abassi            |
| Totale         | 5                       |

### XI legislatura (2004)
Nel 2004, solo due sindacalisti sono eletti nelle liste dell'RCD, fra cui Amara Abassi, che aveva un'influenza importante sui sindacati minerari e che è al suo quarto mandato.
| Circoscrizione | Deputati        |
| -------------- | --------------- |
| La Manouba     | Mustapha Medini |
| Gafsa          | Amara Abassi    |
| Totale         | 2               |

### XII legislatura (2009)
| Circoscrizione | Deputati        |
| -------------- | --------------- |
| La Manouba     | Mustapha Medini |
| Sidi Bouzid    | Touhami Heni    |
| Totale         | 2               |